# Ali Thani
Ali Thani Juma'a Al-Ehawi (arabe : علي ثاني جمعة) (né le 18 août 1968 à Charjah, à l'époque dans les États de la Trêve, aujourd'hui aux Émirats arabes unis) est un joueur de football international émirati, qui évoluait au poste de milieu de terrain.

## Biographie

### Carrière en sélection
Avec l'équipe des Émirats arabes unis, il figure dans le groupe des sélectionnés lors de la Coupe du monde de 1990. Lors du mondial, il joue trois matchs : contre la Colombie, l'Allemagne et la Yougoslavie. Il inscrit un but contre la Yougoslavie.
Il dispute également la Coupe d'Asie des nations de 1988.
Il joue enfin 9 matchs comptant pour les qualifications des coupes du monde 1990 et 1994.